# Brandy Erholtz
Brandy Erholtz, née Griffith le 22 août 1977 à International Falls, est une coureuse de fond américaine spécialisée en course en montagne et en raquette à neige. Elle a remporté le titre de championne du monde de course en montagne longue distance 2010.

## Biographie
Après une enfance passée à faire du patinage artistique, Brandy débute l'athlétisme à l'âge de 12 ans. Elle se marie et déménage à Duluth dans le Minnesota. D'abord marathonienne, elle remporte notamment le marathon de Tucson en 2007 mais manque les qualifications pour les Jeux olympiques d'été de 2008 pour un peu plus de deux minutes.
Grâce à son coach Gary Lepisto, elle se découvre des bonnes prédispositions pour la course en montagne et remporte sa première victoire à la course du Mont Washington en juin 2008, décrochant du même coup le titre de championne des États-Unis de course en montagne. Elle est sélectionnée pour le Trophée mondial de course en montagne 2008 où elle termine onzième.
Elle termine dixième (finalement classée neuvième à la suite de la disqualification d'Elisa Desco) et décroche la médaille de bronze par équipes lors des championnats du monde de course en montagne 2009.
Parallèlement à son activité estivale, elle débute également la compétition en raquette à neige et remporte le premier de ses trois titres nationaux en 2009 au mont Hood,.
Elle remporte l'ascension de Pikes Peak en 2010, épreuve comptant alors comme Challenge mondial de course en montagne longue distance et décroche ainsi le titre mondial.
En 2015, elle effectue le doublé à Pikes Peak. Elle termine deuxième de l'ascension et quatrième du marathon, elle se classe deuxième du doublé derrière Kim Dobson.

## Palmarès

### Route/Cross
| Année | Compétition                   | Lieu           | Place | Épreuve  | Performance     |
| ----- | ----------------------------- | -------------- | ----- | -------- | --------------- |
| 2007  | Marathon de Houston           | Houston        | 12e   | Marathon | 2 h 53 min 5 s  |
| 2007  | Marathon de Tucson            | Tucson         | 1re   | Marathon | 2 h 49 min 16 s |
| 2008  | Yuengling Shamrock Sportsfest | Virginia Beach | 4e    | Marathon | 2 h 51 min 49 s |

### Course en montagne
| no  | féminin            | Course                                                  | Longueur | Départ            | Temps           |
| --- | ------------------ | ------------------------------------------------------- | -------- | ----------------- | --------------- |
| 38e | Médaille d'or      | Course du Mont Washington                               | 12,2 km  | 21 juin 2008      | 1 h 11 min 8 s  |
| 15e | Médaille d'or      | Ascension de Pikes Peak                                 | 21,4 km  | 16 août 2008      | 2 h 41 min 26 s |
| 11e | 11e                | Trophée mondial de course en montagne                   | 8,3 km   | 14 septembre 2008 | 47 min 40 s     |
| 25e | Médaille d'or      | Course du Mont Washington                               | 12,2 km  | 20 juin 2009      | 1 h 10 min 53 s |
| 16e | Médaille d'or      | Barr Trail Mountain Race                                | 20,2 km  | 12 juillet 2009   | 1 h 49 min 8 s  |
| 2e  | Médaille d'argent  | Championnats NACAC de course en montagne                | 11,0 km  | 28 juin 2009      | 58 min 6 s      |
| 27e | Médaille de bronze | Thyon-Dixence                                           | 16,3 km  | 2 août 2009       | 1 h 29 min 38 s |
| 56e | 5e                 | Sierre-Zinal                                            | 31 km    | 2 août 2009       | 3 h 14 min 5 s  |
| 9e  | 9e                 | Championnats du monde de course en montagne             | 8,8 km   | 6 septembre 2009  | 45 min 23 s     |
| 37e | Médaille de bronze | Course du Mont Washington                               | 12,2 km  | 19 juin 2010      | 1 h 12 min 53 s |
| 1re | Médaille d'or      | Championnats NACAC de course en montagne                | 7,5 km   | 9 juillet 2010    | 37 min 42 s     |
| 19e | Médaille d'or      | Barr Trail Mountain Race                                | 20,2 km  | 18 juillet 2010   | 1 h 47 min 57 s |
| 27e | Médaille d'or      | Harakiri-Run                                            | 10,4 km  | 1er août 2010     | 1 h 4 min 26 s  |
| 54e | 4e                 | Sierre-Zinal                                            | 31 km    | 8 août 2010       | 3 h 12 min 1 s  |
| 27e | Médaille d'or      | Challenge mondial de course en montagne longue distance | 21,4 km  | 21 août 2010      | 2 h 41 min 38 s |
| 24e | Médaille d'argent  | Course du Mont Washington                               | 12,2 km  | 18 juin 2011      | 1 h 12 min 44 s |
| 19e | Médaille de bronze | Barr Trail Mountain Race                                | 20,2 km  | 17 juillet 2011   | 1 h 56 min 21 s |
| 52e | Médaille de bronze | Dolomites SkyRace                                       | 23 km    | 24 juillet 2011   | 2 h 11 min 47 s |
| 11e | Médaille de bronze | Mount Kinabalu Climbathon                               | 21 km    | 22 octobre 2011   | 3 h 52 min 21 s |
| 42e | Médaille d'argent  | Course du Mont Washington                               | 12,2 km  | 16 juin 2012      | 1 h 12 min 27 s |
| 1re | Médaille d'or      | Championnats NACAC de course en montagne                | 11,0 km  | 21 juillet 2012   | 1 h 16 min 20 s |
| 19e | Médaille de bronze | Ascension de Pikes Peak                                 | 21,4 km  | 18 août 2012      | 2 h 45 min 42 s |
| 84e | Médaille d'argent  | Course du Mont Washington                               | 12,2 km  | 15 juin 2013      | 1 h 23 min 48 s |
| 32e | Médaille de bronze | Course du Mont Washington                               | 12,2 km  | 21 juin 2014      | 1 h 15 min 38 s |
| 13e | Médaille d'or      | Barr Trail Mountain Race                                | 20,2 km  | 13 juillet 2014   | 1 h 55 min 8 s  |
| 1re | Médaille d'or      | Championnats NACAC de course en montagne                | 13,8 km  | 20 juillet 2014   | 1 h 39 min 1 s  |
| 55e | 6e                 | Challenge mondial de course en montagne longue distance | 21,4 km  | 16 août 2014      | 2 h 47 min 46 s |
| 35e | Médaille de bronze | Course du Mont Washington                               | 12,2 km  | 20 juin 2015      | 1 h 15 min 34 s |
| 23e | Médaille d'argent  | Ascension de Pikes Peak                                 | 21,4 km  | 15 août 2015      | 2 h 51 min 40 s |
| 20e | 4e                 | Marathon de Pikes Peak                                  | 42,2 km  | 16 août 2015      | 4 h 57 min 24 s |
| 23e | Médaille d'argent  | Course du Mont Washington                               | 12,2 km  | 17 juin 2017      | 1 h 15 min 55 s |

## Palmarès en raquette à neige
| no  | féminin            | Course                                              | Longueur | Départ          | Temps           |
| --- | ------------------ | --------------------------------------------------- | -------- | --------------- | --------------- |
| 1re | Médaille d'or      | Championnats des États-Unis de raquette à neige     | 10 km    | 8 mars 2009     | 51 min 58 s     |
| 3e  | Médaille de bronze | Championnats d'Amérique du Nord de raquette à neige | 10 km    | 6 mars 2011     | 1 h 6 min 20 s  |
| 1re | Médaille d'or      | Championnats des États-Unis de raquette à neige     | 10 km    | 11 mars 2011    | 51 min 8 s      |
| 2e  | Médaille d'argent  | Championnats des États-Unis de raquette à neige     | 10 km    | 16 mars 2013    | 1 h 2 min 47 s  |
| 2e  | Médaille d'or      | Leadville Snowshoe Half-Marathon                    | 21,1 km  | 7 février 2015  | 1 h 46 min 39 s |
| 1re | Médaille d'or      | Championnats des États-Unis de raquette à neige     | 10 km    | 28 février 2015 | 47 min 45 s     |

## Records
| Épreuve       | Performance     | Date            | Lieu           |
| ------------- | --------------- | --------------- | -------------- |
| 10 miles      | 58 min 55 s     | 5 octobre 2008  | Saint Paul     |
| Semi-marathon | 1 h 26 min 29 s | 21 octobre 2012 | Boulder        |
| Marathon      | 2 h 51 min 29 s | 16 mars 2008    | Virginia Beach |